# Polyporus nigrocristatus
Polyporus nigrocristatus är en svampart som beskrevs av E. Horak & Ryvarden 1984. Polyporus nigrocristatus ingår i släktet Polyporus och familjen Polyporaceae.   Inga underarter finns listade i Catalogue of Life.